# Jawornik (pasmo graniczne)
Jawornik (Sękowa; 1021 m n.p.m.) – szczyt w bocznym grzbiecie pasma granicznego Bieszczadów Zachodnich, odbiegającym z Riabiej Skały na północ. Wznosi się 400 m ponad wsią Wetlina. W całości pokryty lasem bukowym. Wąska przełęcz (933 m n.p.m.) oddziela go od szczytu Paportnej.
W Bieszczadach znajduje się też inny szczyt o tej samej nazwie – Jawornik w paśmie połonin.

## Piesze szlaki turystyczne
- Wetlina Stare Sioło – Jawornik – Paportna – Riaba Skała
- Wetlina Kościół – Jawornik – Riaba Skała